# Championnat de Bulgarie féminin de football
Le Championnat de Bulgarie de football féminin est une compétition placée sous l'égide de la fédération de Bulgarie de football.

## Palmarès[1]
- 1986 : Akademik Sofia
- 1987 : Akademik Sofia
- 1988 : Akademik Sofia
- 1989 : CSKA Sofia
- 1990 : Akademik Sofia
- 1991 : FC NSA Sofia
- 1992 : Lokomotiv Stara Zagora
- 1993 : CSKA Sofia
- 1994 : FC Grand Hotel Varna
- 1995 : FC Grand Hotel Varna
- 1996 : FC Grand Hotel Varna
- 1997 : FC Grand Hotel Varna
- 1998 : FC Grand Hotel Varna
- 1999 : FC Grand Hotel Varna
- 2000 : FC Grand Hotel Varna
- 2001 : FC Grand Hotel Varna
- 2002 : FC Grand Hotel Varna
- 2003 : FC Grand Hotel Varna
- 2004 : FC LP Super Sport Sofia
- 2005 : FC NSA Sofia
- 2006 : FC NSA Sofia
- 2007 : FC NSA Sofia
- 2008 : FC NSA Sofia
- 2009 : FC NSA Sofia
- 2010 : FC NSA Sofia
- 2011 : FC NSA Sofia
- 2012 : FC NSA Sofia
- 2013 : FC NSA Sofia
- 2014 : FC NSA Sofia
- 2015 : FC NSA Sofia
- 2016 : FC NSA Sofia
- 2017 : FC NSA Sofia
- 2018 : FC NSA Sofia
- 2019 : FC NSA Sofia
- 2020 : FC NSA Sofia
- 2021 : FC NSA Sofia
- 2022 : Lokomotiv Stara Zagora
- 2023 : Lokomotiv Stara Zagora
- 2024 : FC NSA Sofia
- 2025 : FC NSA Sofia

## Bilan par clubs
- 20 titres : FC NSA Sofia
- 10 titres : FC Grand Hotel Varna
- 4  titres : Akademik Sofia
- 3 titres : Lokomotiv Stara Zagora
- 1 titre : Sredets Sofia, Hebar Pazardzhik, Lokomotiv Plovdiv, FC LP Super Sport Sofia